# Neodiostrombus biakensis
Neodiostrombus biakensis är en insektsart som beskrevs av Van Stalle 1990. Neodiostrombus biakensis ingår i släktet Neodiostrombus och familjen Derbidae. Inga underarter finns listade i Catalogue of Life.